# سباستین شابو
سباستین شابو (انگلیسی: Sébastien Chabaud؛ زادهٔ ۹ مارس ۱۹۷۷) بازیکن فوتبال اهل فرانسه است.
از باشگاه‌هایی که در آن بازی کرده‌است می‌توان به باشگاه فوتبال نانسی، باشگاه فوتبال رویال شارلوا، باشگاه خیمناستیک تاراگونا، و باشگاه فوتبال کن اشاره کرد.